# Sha la la -アヤカシNIGHT-
Sha la la -アヤカシNIGHT-（シャ ラ ラ アヤカシナイト）は、日本の女性歌手、宇浦冴香の2枚目のシングル。

## 内容
- B'zのボーカリスト、稲葉浩志が作詞・作曲・音楽プロデューサー（KANONJIと共同）を手掛けている。稲葉が他者に作詞・作曲を同時に提供したのは初めてであり、作曲の提供はデビュー以来（前田亘輝ソロアルバム『Feel Me』、1988年11月21日発売）、19年ぶりである。さらに音楽プロデューサーを自身以外に担当したのも初めてであることから発売前から大きな話題となる。また、楽曲中ではコーラスも担当している[2]。
- 楽曲はタイアップのアニメ『結界師』の世界観に合わせた内容となっている。また、歌詞の内容と合わせ、「100％スマイルナイト」なるキャラクターロゴマークが企画された。
- 発売日にはフジテレビ系『めざましテレビ』にて特集が組まれ、インタビュー映像が公開された。
- アニメソングではあるものの、テレビ番組のテーマ曲やFMラジオ局のパワープレイ、さらには有線放送など、アニメ以外にも楽曲の起用機会が多い。

演奏、バックバンド参加者
- 大賀好修：ギター・コーラス
- 綿貫正顕：ギター・コーラス
- 宮内一：ギター・コーラス
- 大田紳一郎：ギター・コーラス
- 満園庄太郎：ベース・コーラス
- 黒瀬蛙一：ドラム

他

## 収録曲
1. Sha la la -アヤカシNIGHT-
作詞・作曲：稲葉浩志　編曲：葉山たけし
2. 背中越しの笑顔
作詞：宇浦冴香　作曲：三好誠　編曲：葉山たけし
3. Sha la la -アヤカシNIGHT- (Instrumental)

## タイアップ
- よみうりテレビ・日本テレビ系全国ネット放送アニメ『結界師』オープニングテーマ
- バンダイナムコゲームスニンテンドーDS用ゲームソフト『結界師 烏森妖奇談』CMソング
- テレビ東京『PVTV』2007年3月度オープニングテーマ
- 全国31局ネット「MU-GEN ～Music Generations～」3月度オープニングテーマ

## 収録アルバム
- Juke Vox（#1）
- GIZA studio 10th Anniversary Masterpiece BLEND 〜FUN Side〜（#1）
- GIZA studio presents -Girls-（#1）

## パワープレイ
- エフエム青森 3月度Monthly On Air
- エフエム山形 3月度Monthly Hot Play
- TBCラジオ 3月度TBCイチオシ!パワープレイ
- エフエム福島 3月度後期パワープレイ
- bayfm POWER PLAY
- TOKYO FM ブランニューソング 3月度
- Fm yokohama Prime Cuts 3月度
- エフエム富士 HOT SHOT AIRPLAY
- エフエムラジオ新潟 3月度パワープレイ
- FM長野 3月度"POWER PLAY"
- 静岡放送 SBSラジオ 3月のいちおしくん
- 岐阜エフエム放送 G-Power play
- エフエム愛知 POWER PLAY
- エフエム京都 SMASH BREAK
- 三重エフエム放送 3月度NEW COMMER
- FM COCOLO 3月度HEARTBEAT SELECTION
- Kiss-FM KOBE 3月度Kiss HOTRAXX
- 岡山エフエム放送 3月度SLAP SHOT
- エフエム山口 3月度「ランチタイムブレイクSkip×Skip×Skip」エンディング
- 広島エフエム放送 3月度「LUNCHBREAK☆STYLE」エンディング
- エフエム山陰 3月度V-air march J,P
- エフエム徳島 3月度スーパーエンディング
- エフエム香川 3月度「JOY-U CLUB」エンディング
- エフエム愛媛 3月度グレノイ・今月のこれレコ
- エフエム高知 3月度「HI-SIX M-style」エンディング